# Kazuo Shimizu
Kazuo Shimizu (清水 和男 Shimizu Kazuo?,  nacido el 30 de abril de 1975 en Shizuoka) es un exfutbolista japonés. Jugaba de defensa y su último club fue el Cerezo Osaka de Japón.

## Trayectoria

### Clubes
| Club         | País  | Año         |
| ------------ | ----- | ----------- |
| Cerezo Osaka | Japón | 1994 - 2001 |